# دان برمنغهام
دان برمنغهام (بالإنجليزية: Dan Birmingham)‏ (1950 - ) هو ملاكم أمريكي.